# Gambia na Letnich Igrzyskach Paraolimpijskich 2012
Gambię na Letnich Igrzyskach Paraolimpijskich 2012 w Londynie reprezentowało 2 zawodników. 
Był to pierwszy start reprezentacji Gambii na Letnich igrzyskach paraolimpijskich.

## Kadra

### Lekkoatletyka
Mężczyźni
| Zawodnik    | Konkurencja | Kwalifikacje | Kwalifikacje | Finał | Finał   |
| Zawodnik    | Konkurencja | Wynik        | Pozycja      | Wynik | Pozycja |
| ----------- | ----------- | ------------ | ------------ | ----- | ------- |
| Demba Jarju | 100 m (T54) | 18.84        | 7.           | NQ    | NQ      |
| Demba Jarju | 800 m (T54) | 2:27.88      | 8.           | NQ    | NQ      |

Kobiety
| Zawodnik     | Konkurencja | Kwalifikacje | Kwalifikacje | Finał | Finał   |
| Zawodnik     | Konkurencja | Wynik        | Pozycja      | Wynik | Pozycja |
| ------------ | ----------- | ------------ | ------------ | ----- | ------- |
| Isatou Nyang | 100 m (T54) | 20.32        | 6.           | NQ    | NQ      |
| Isatou Nyang | 800 m (T54) | DSQ          | DSQ          | NQ    | NQ      |